# Tượng nhỏ

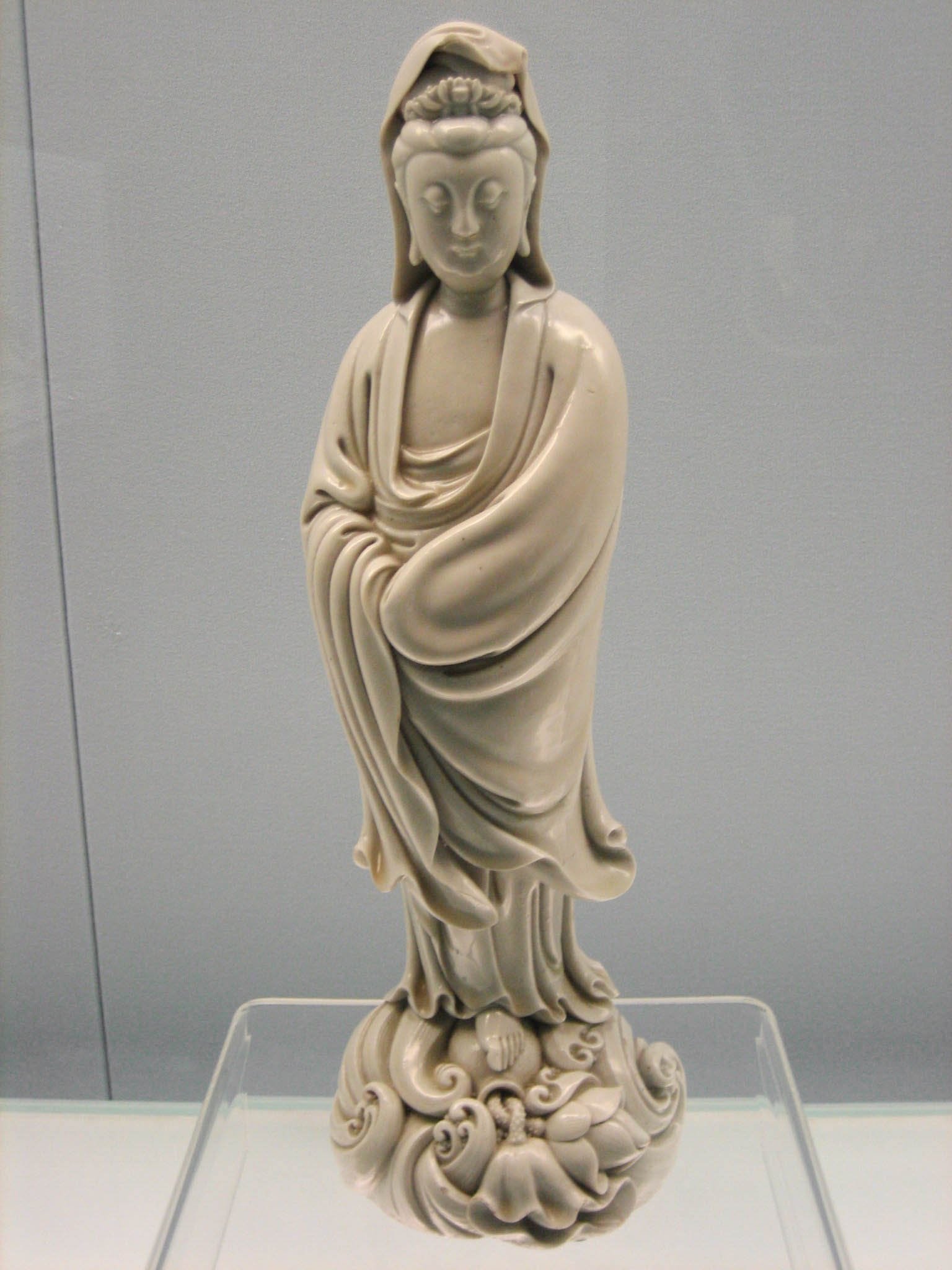
Tượng Quan Âm đời nhà Minh

Tượng nhỏ (tiếng Anh: statuette, figurine, nói giảm từ figure) là một bức tượng nhỏ khắc hình người, thần thánh hay động vật. Chất liệu làm tượng đa dạng: từ gỗ, đá, sứ đến thủy tinh, nhựa.

## Hình ảnh

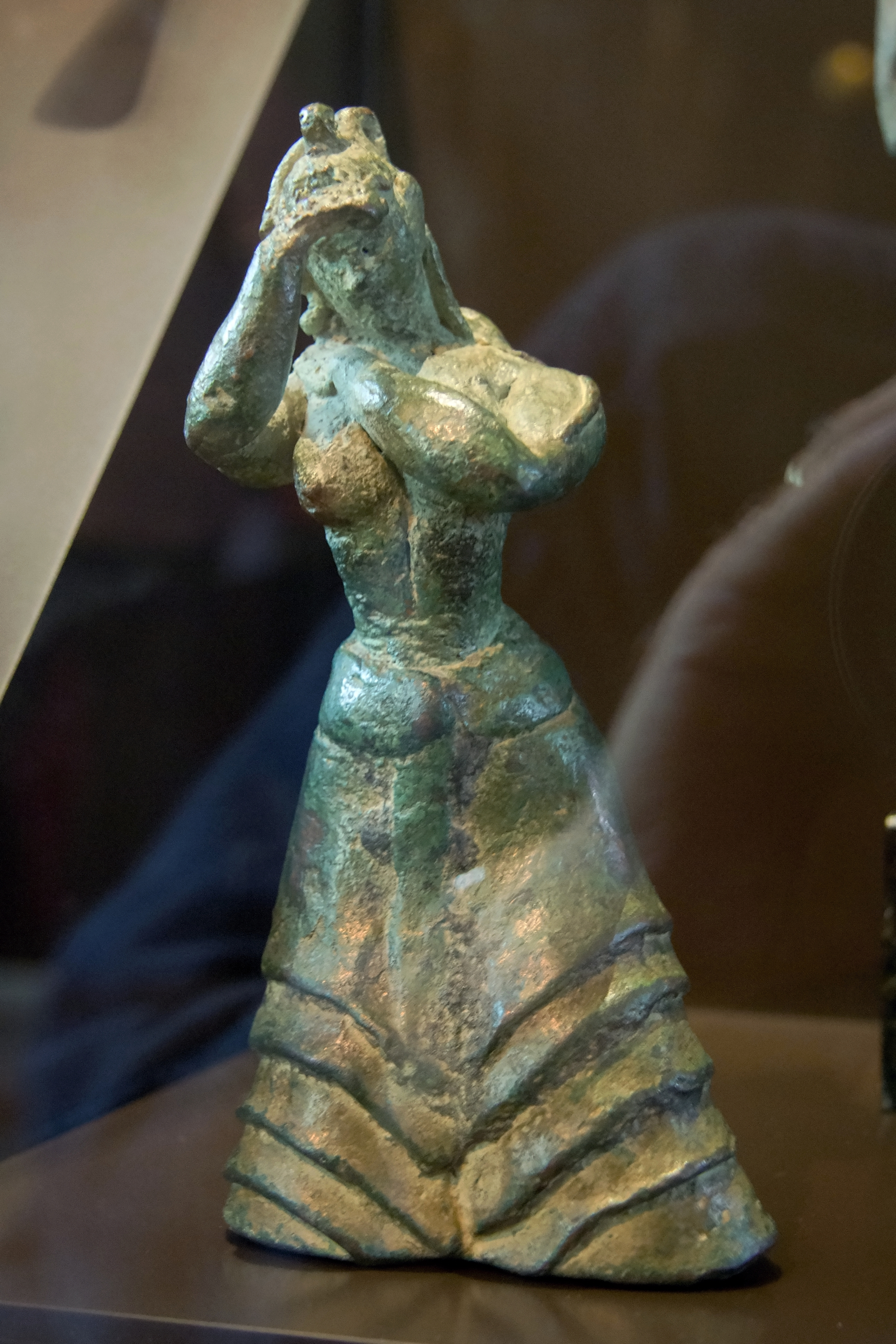
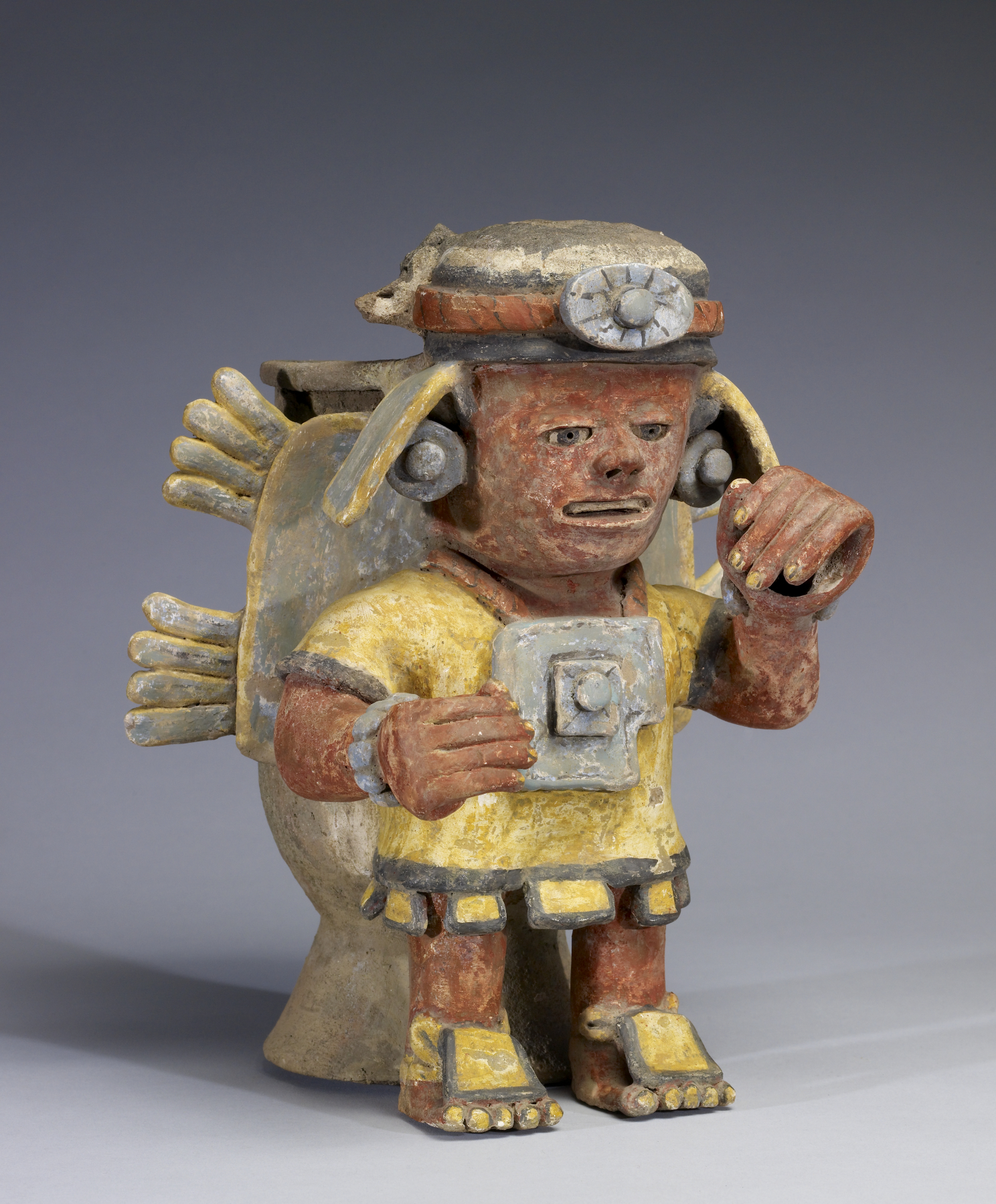
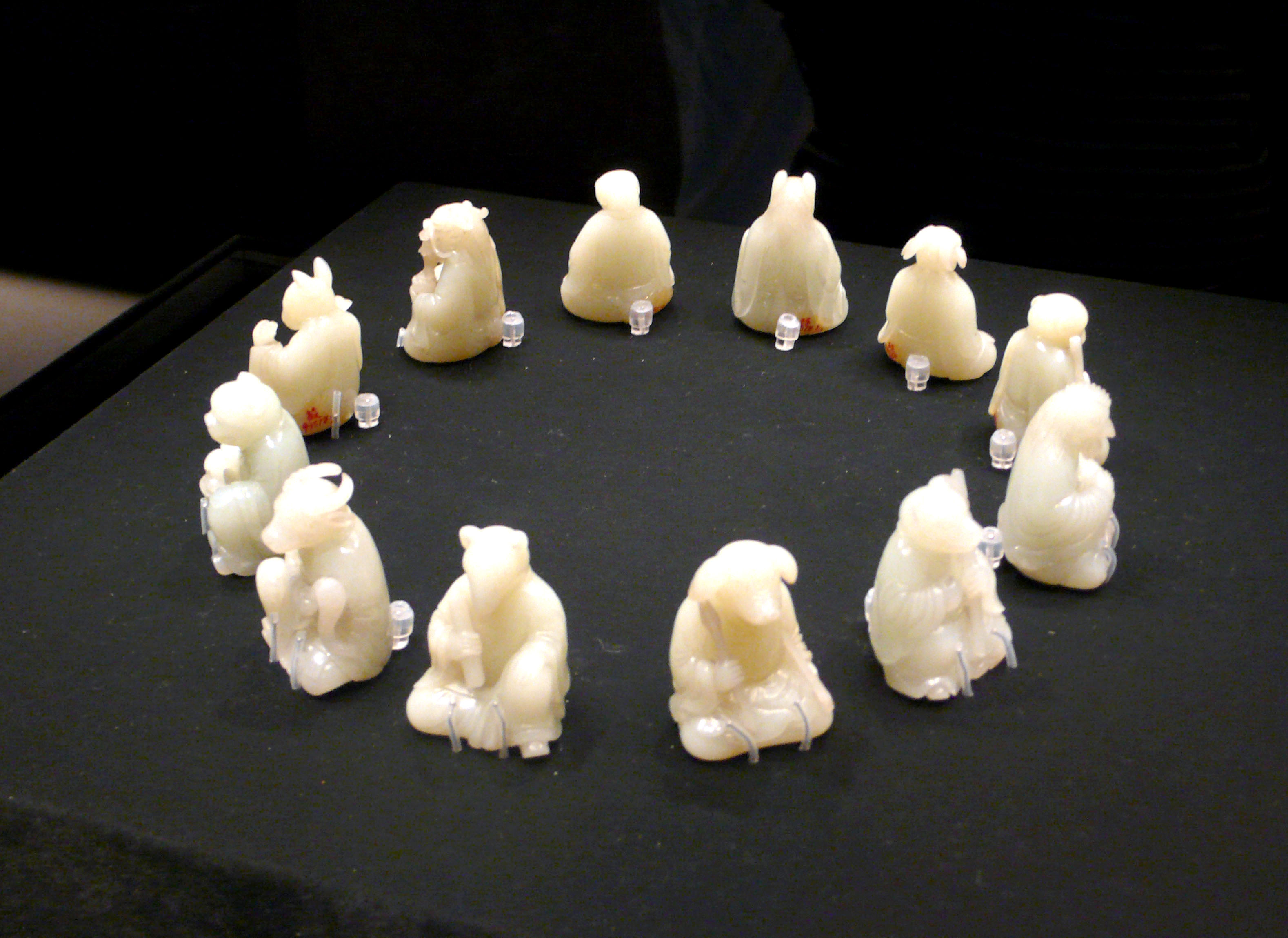
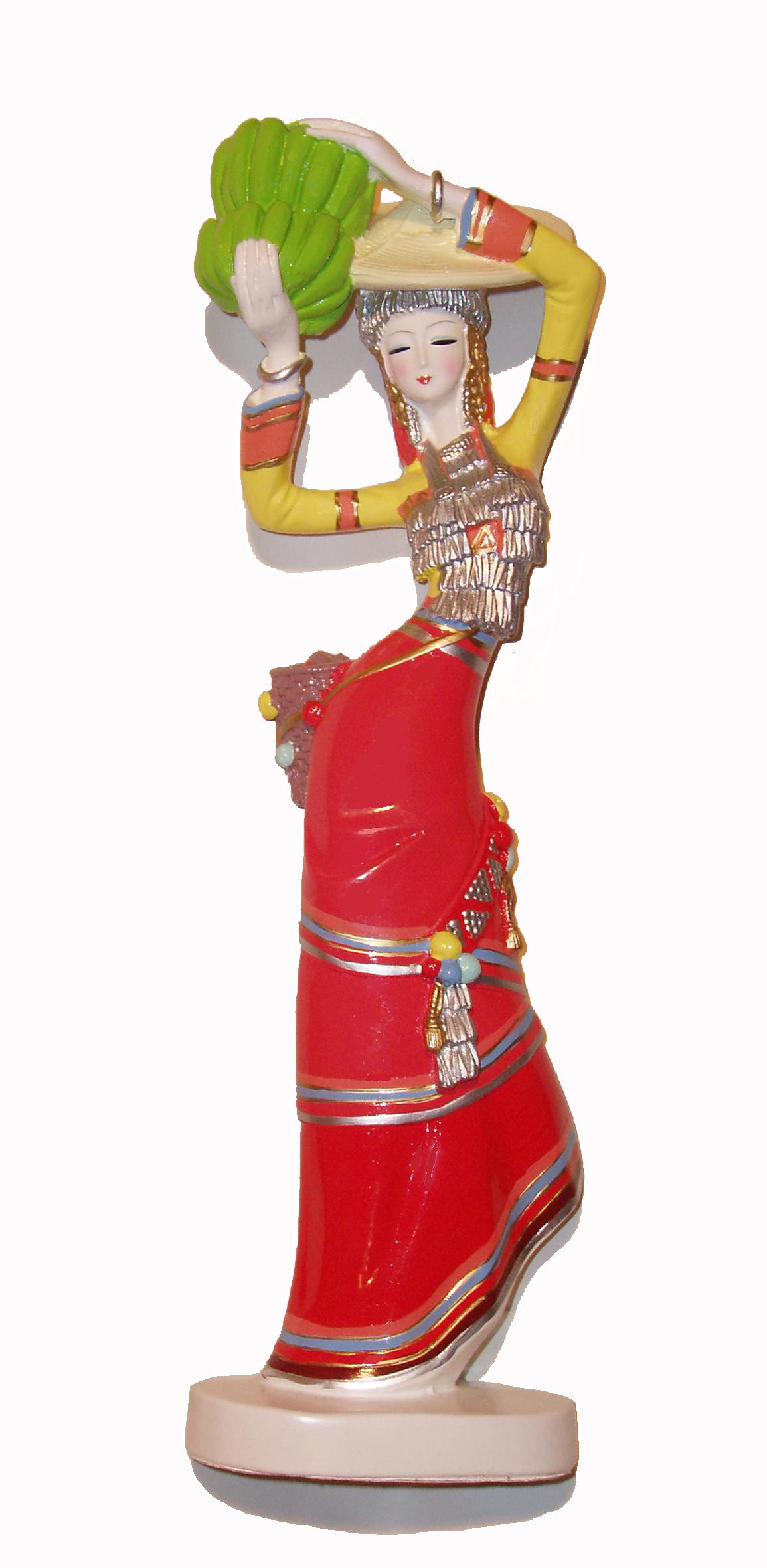
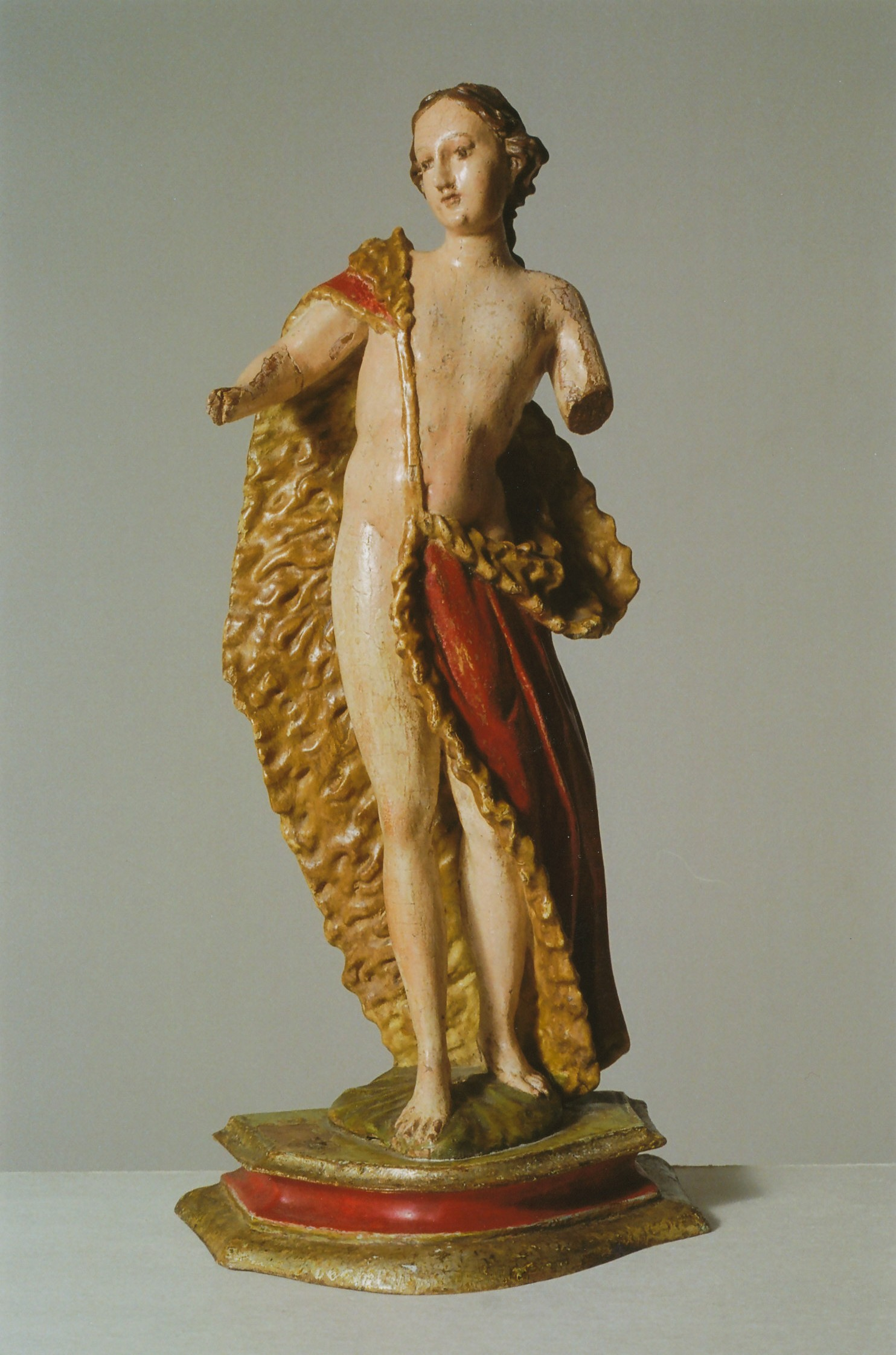
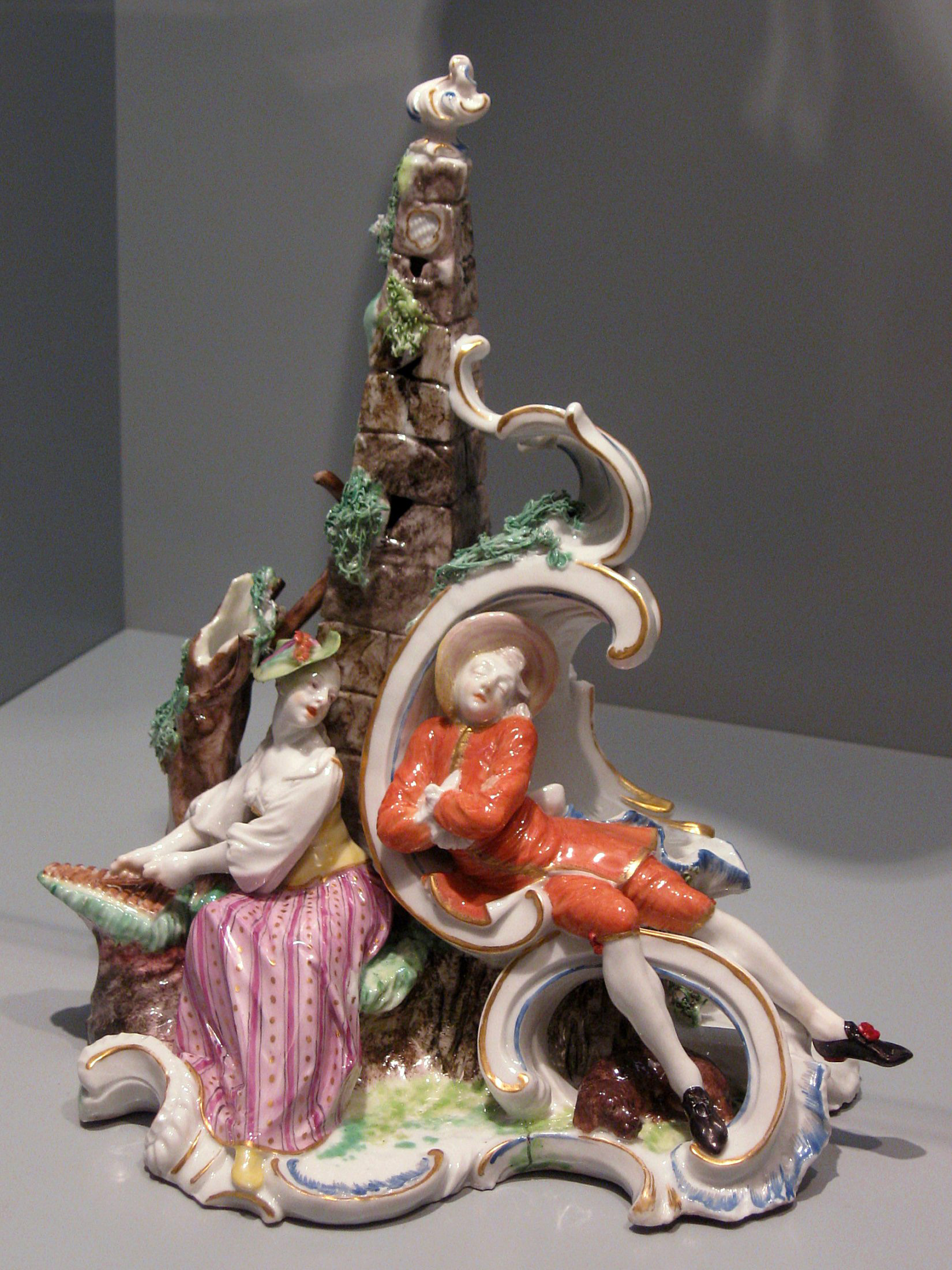
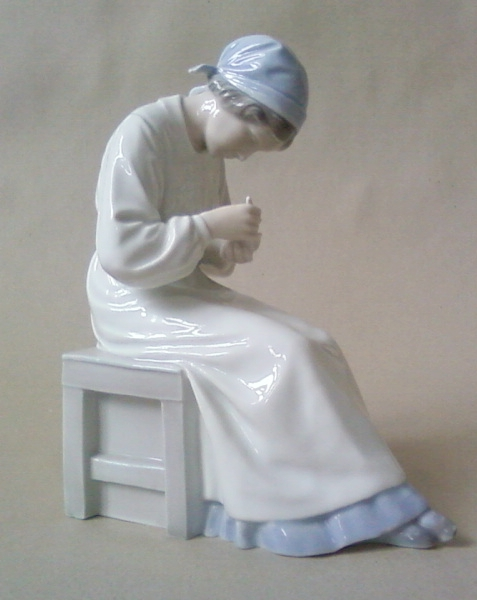
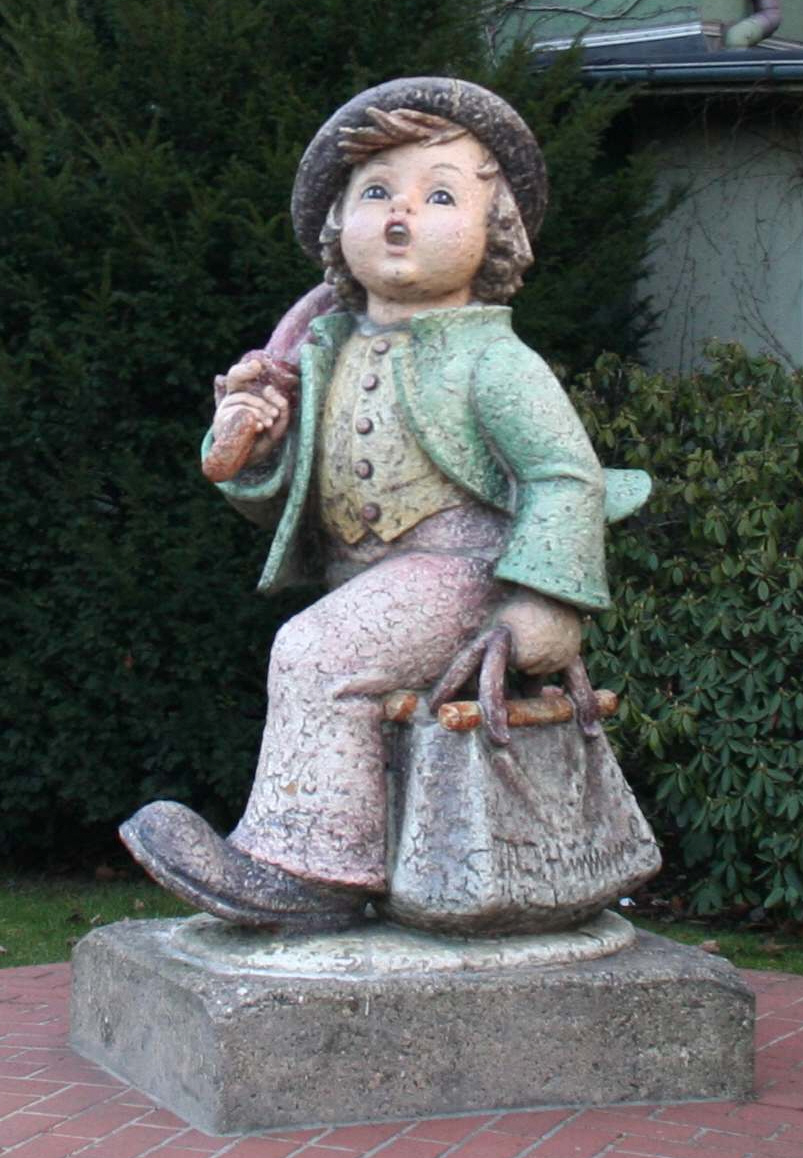